# Complexul Muzeal „Iulian Antonescu” din Bacău

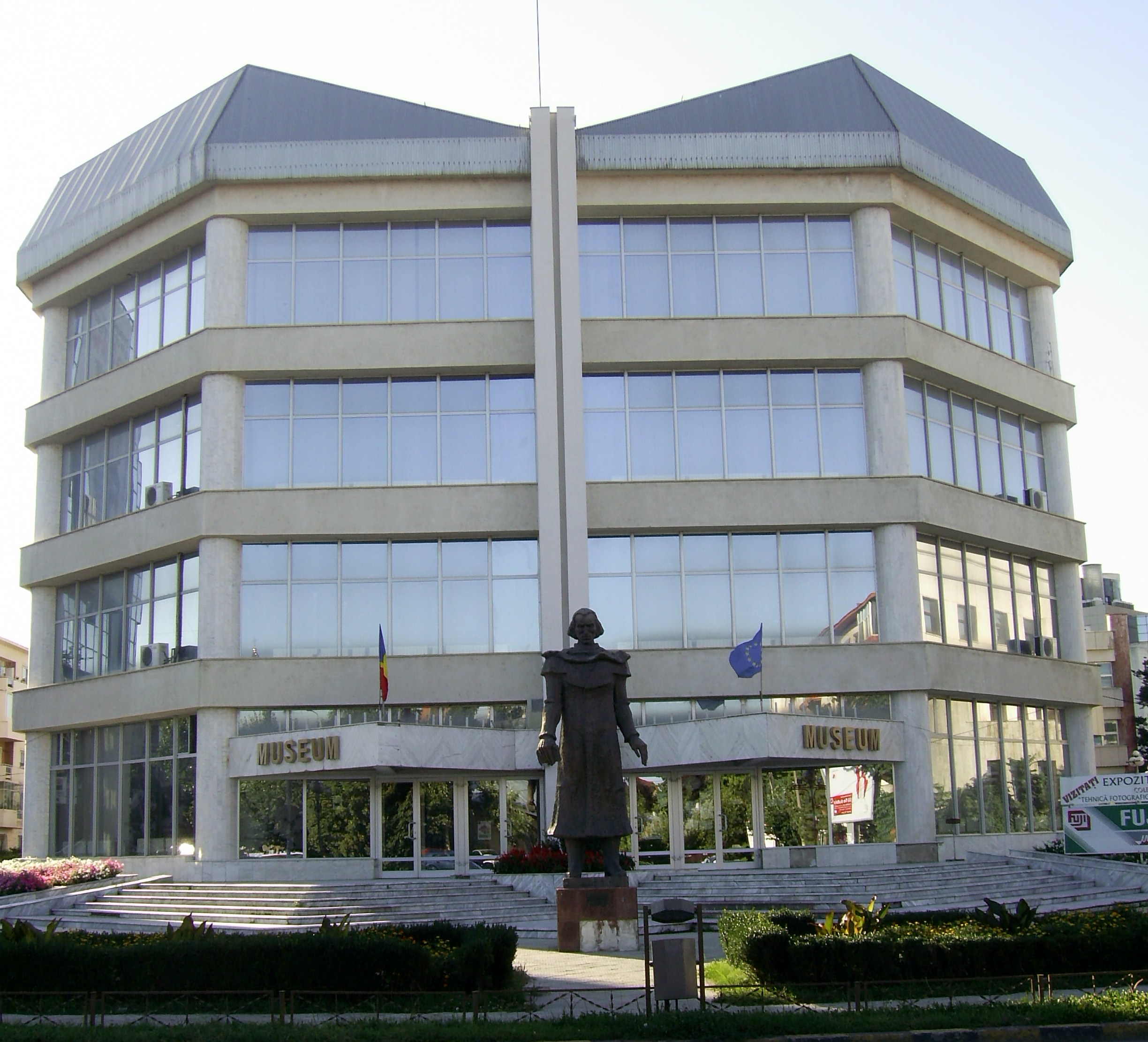
Clădirea Complexului Muzeal din Bacău, în față, statuia lui Vasile Pârvan

Complexul Muzeal „Iulian Antonescu” este un muzeu aflat în Bacău, pe str. 9 Mai nr. 7, fiind înființat în anul 1957. Muzeul a funcționat, începând din 1959, cu trei secții: istorie, științele naturii și artă.
Printre cei care au activat și s-au remarcat în cadrul instituției s-au numărat:
- Iulian Antonescu[1]
- Viorel Căpitanu, muzeograf și cercetător reputat, istoric[2] și arheolog cu preocupări și studii referitoare la cultura dacilor de la est de Carpați[3] și carpilor,[1] muzeograf principal (din 1957) și director al Muzeului Județean de Istorie și Artă din Bacău în perioadele 1971-1974[3] și 1990-1998. A făcut săpături sistematice în așăzări paleolitice, neolitice și din epoca bronzului în arealul județului Bacău.[1] I se datorează o bună parte din patrimoniul deținut de complexul muzeal băcăuan.[2]